# Petit ARN interférent

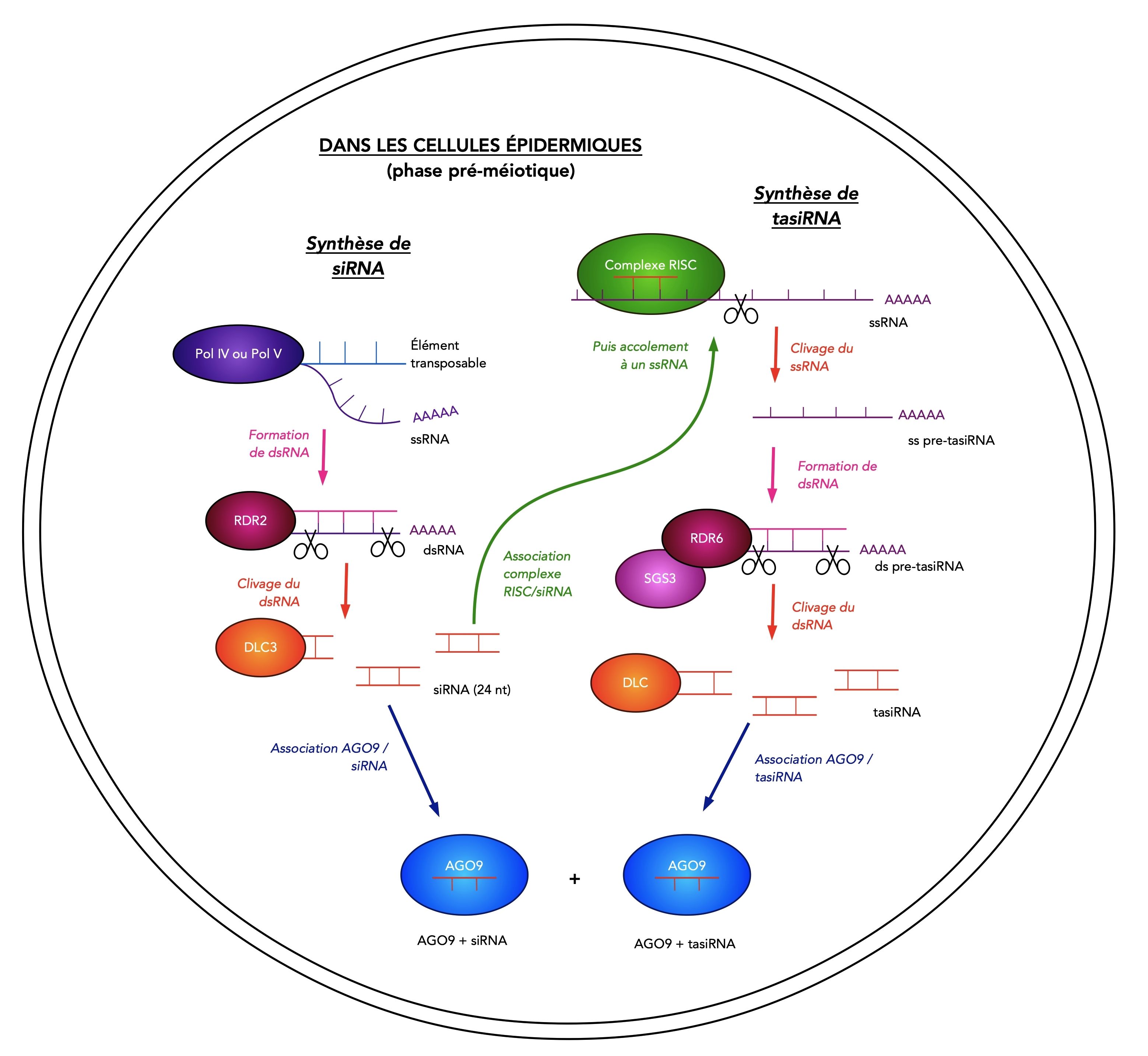
Biogenèse de siRNA et de tasiRNA chez Arabidopsis thaliana

Les petits ARN interférents (pARNi, ou siRNA pour small interfering RNA) sont de petits ARN pouvant se lier spécifiquement à une séquence d'ARN messagers et ainsi empêcher l'expression de gènes en clivant cet ARN.
Les petits ARN interférents sont des ARN interférents au même titre que les miARN

## Fonctionnement
Les petits ARN interférents sont de petits ARN double brin de 21 à 24 nucléotides. Les petits ARN interférents à l'état de double brin sont reconnus dans le cytoplasme de la cellule par un complexe protéique nommé complexe RISC pour RNA-induced silencing complex. Celui-ci s'active en libérant le brin complémentaire de l'ARN ou brin sens. Ce complexe activé va reconnaître son transcrit cible, un ARN messager, par complémentarité des bases nucléiques. Ce système de reconnaissance assure la haute spécificité de ce mécanisme. Une fois la cible liée, la protéine Argonaute, faisant partie du complexe RISC, va couper le transcrit au niveau du site de reconnaissance. Argo est donc une endonucléase. Les deux morceaux du transcrit clivé par Ago vont être rapidement dégradés via leurs extrémités par des exonucléases. La transfection de petits ARN interférents dans les cellules a donc pour conséquence la destruction spécifique des ARN messagers ciblés, empêchant toute nouvelle traduction de la protéine codée par ces ARN messagers.

## Utilisation en tant que traitement
Les petits ARN interférents peuvent théoriquement inhiber spécifiquement l'expression de gènes en protéines. L'un des problèmes majeurs est la méthode d'introduction pour que l'oligonucléotide parvienne à l'intérieur de la cellule cible. Pour cela, ils peuvent être inclus au sein d'une nanoparticule qui va être internalisée par la cellule. Ce dispositif ne permet cependant pas de cibler un organe particulier. Les pARNi peuvent être également couplés avec des molécules ayant une affinité avec certains récepteurs cellulaires situés spécifiquement sur les cellules d'un tissu visé. Par exemple, l'emploi d'un dérivé de l'N-acétylgalactosamine permet la fixation aux récepteurs à asialoglycoprotéines des hépatocytes.
Plusieurs essais sont en cours chez l'être humain, avec pour cible l'apolipoprotéine(a), le PCSK9 ou la transthyrétine (avec le patisiran).